# Raggedy Ann & Andy: A Musical Adventure
Raggedy Ann & Andy: A Musical Adventure è un film d'animazione diretto, co-sceneggiato e co-prodotto dall'animatore canadese Richard Williams nel 1977.
Il film venne prodotto dalla Bobbs-Merrill Company e pubblicato dalla 20th Century Fox (attualmente i diritti appartengono a Paramount Pictures). Già in precedenza nel 1941 era stato realizzato un film con protagonisti Raggedy Ann e Andy creati da Johnny Gruelle.

## Trama

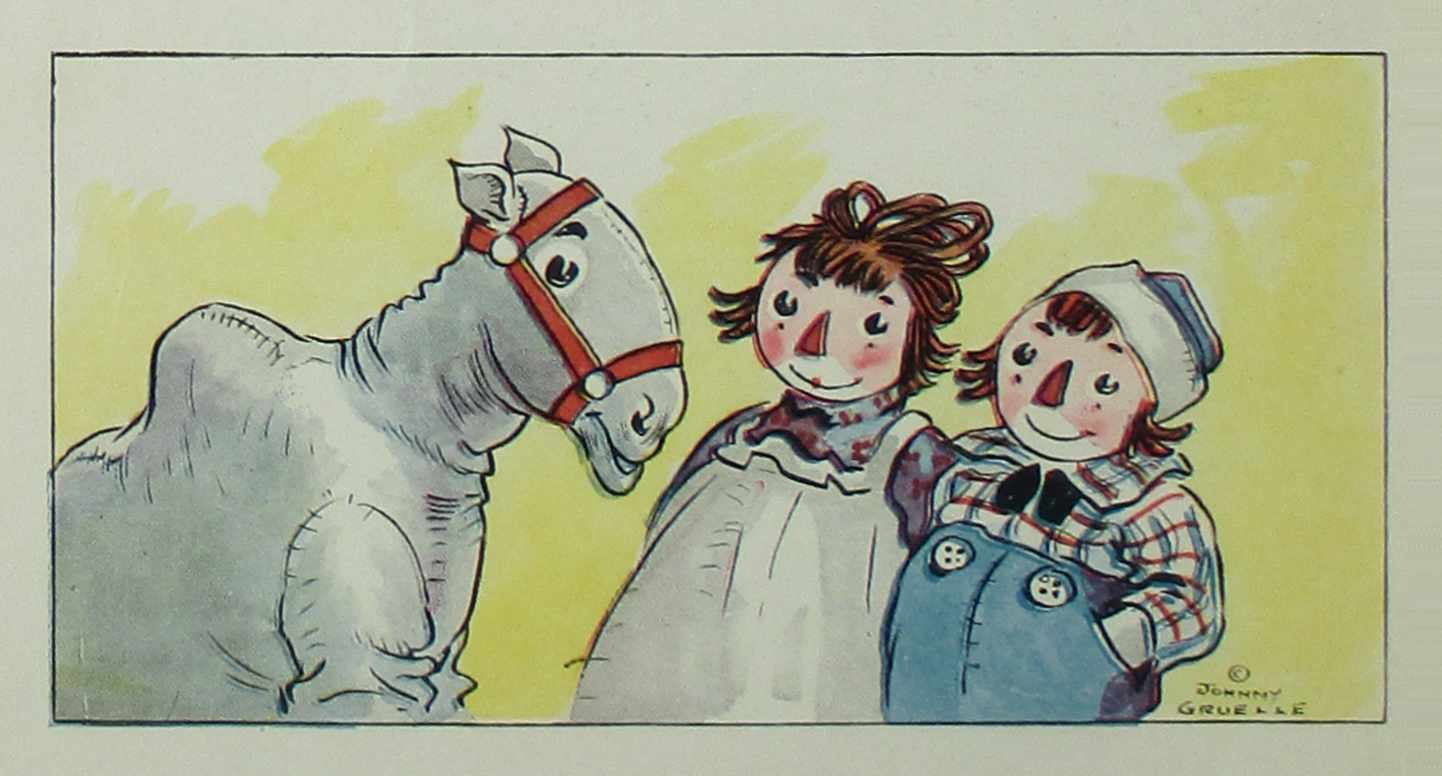
Raggedy Ann e Andy con il cammello in un disegno ispirato al film

Raggedy Ann è la bambola adorata di Marcella, assieme a suo fratello Raggedy Andy ed all'intera nursery piena di giochi colorati che possiede. Ogni volta che Marcella lascia la stanza, i suoi giochi prendono vita magicamente. Al settimo compleanno di Marcella, le viene regalata una bambola di nome Babette che arriva da Parigi. Babette si trova in un primo momento spaesata, ma sarà proprio Raggedy Ann che amichevolmente farà di tutto per farla sentire a casa. Ben presto, però, il capitano Contagious, che vive in una palla di neve di Marcella, si innamora di Babette e decide di rapirla. Raggedy Ann e Andy si organizzano per recuperarla prima che Marcella si accorga della sua assenza. Al di fuori della nursery, i due incontrano il cammello dalla gobba rugosa, un cammello di pezza color bu che è stato abbandonato dal suo precedente proprietario e che ora si trova triste e sconsolato. Raggedy Ann gli assicura una nuova casa con Marcella ed egli decide di unirsi al gruppo alla ricerca di Babette.
Successivamente Raggedy Ann e Andy cavalcano col cammello alla ricerca di Babette, ma lui incomincia avere delle allucinazioni di ritrovare la sua famiglia e, durante un momento di distrazione, il gruppo finisce in una buca profonda. Qui il gruppo, ripresosi dalla caduta, incontra Greedy, un mostro goloso composto di toffee, che ingurgita costantemente caramelle e che non è mai sazio. Parlando col gruppo questi rivela che l'unica cosa che potrà davvero soddisfarlo nella sua vita è un cuore dolce, il cuore di un partner romantico, ma infine trova che anche il cuore di caramelle di Raggedy Ann possa andare bene. I Raggedys ed il cammello riescono a malapena a fuggire e continuano la loro ricerca.
Attraversando un bosco, incontrano Sir Leonard Looney, un cavaliere viola con un debole per gli scherzi umilianti. Questi rapisce il trio e lo trasporta a Looney Land, un luogo pieno di scherzi. Vengono presentati  alla corte di re Cucù, un piccolo re che si ingrandisce ogni volta che ride di qualcuno. Il re decide di tenere il gruppo per intrattenerlo, ma i tre riescono a fuggire durante una delle fragorose risate del sovrano, approfittando della sua distrazione. Re Cucù decide di recuperarli per fare quella che egli definisce "la sua ultima risata" e per questo chiama a corte Gazooks, un personaggio verde di gomma col quale discute del piano migliore per catturarli.
Nel frattempo, i Raggedys ed il cammello hanno trovato una nave ed hanno abbandonato le coste di Looney Land. Usando un telescopio trovato a bordo della bizzarra piccola nave, il gruppo individua il vascello pirata del Capitano, individuando anche Babette che però, a differenza di quanto si aspettano, non ha bisogno di essere salvata. È lei infatti a dirigere da piratessa la ciurma, al punto da indire un ammutinamento contro il Capitano e ad assumere personalmente il comando della nave nella speranza di fare ritorno a Parigi. Nel frattempo Cucù, con l'assistenza di Gazooks, giunge sulla scena e cattura tutti i personaggi eccetto Raggedy Ann, Babette e Queasy, il fedele pappagallo del Capitano, che suggerisce al gruppo di far "esplodere" il re.
Re Cucù, che ha sentito segretamente del piano di Raggedy Ann e di Babette, decide di catturare anche loro e di sottoporli alla tortura del solletico, di fronte alla quale il sovrano diviene sempre più grande e si compiace di essere divenuto un enorme pallone che domina l'orizzonte, il più grande re mai esistito in tutti i sensi. Queasy a quel punto decide di raggiungerlo e di bucarlo proprio come un pallone, facendolo esplodere.
La grande esplosione di re Cucù provoca anche un enorme scoppio di luce. Il giorno successivo i protagonisti vengono ritrovati da Marcella in una piccola pozza d'acqua al di fuori della propria abitazione, assieme a Babette, al Capitano, a Gadzooks ed agli altri pirati. Marcella riporta tutti i giochi nella sua nursery, non notando però il cammello che rimane sepolto sotto una pigna di foglie secche. Quella sera stessa, dopo le scuse di Babette per essersi comportata in maniera sprezzante con Raggedy Ann, il cammello è in grado di raggiungere la finestra della stanza; Raggedy Ann ed i suoi amici lo fanno entrare ed egli può dirsi finalmente a casa in mezzo a tanti altri giochi. Marcella, quando rientra nella stanza, si accorge della presenza di un nuovo gioco, ma ancor prima che possa domandarsi come abbia fatto a finire li, decide di abbracciarlo e di accoglierlo insieme ai propri giochi per sempre.

## Doppiatori originali
- Didi Conn: Raggedy Ann
- Mark Baker: Raggedy Andy
- Mason Adams: nonno
- Allen Swift: Maxi-Fixit
- Hetty Galen: Susie Pincushion
- Sheldon Harnick: Barney Beanbag / Socko
- Ardyth Kaiser: Topsy
- Margery Gray e Lynne Stuart: Twin Pennies
- Niki Flacks: Babette
- George S. Irving: Capitano Contagious (il Capitano)
- Arnold Stang: Queasy
- Fred Stuthman: il cammello dalle ginocchia rugose
- Joe Silver: Greedy
- Alan Sues: Sir Leonard Loony (il cavaliere solitario)
- Marty Brill: re Cucù
- Paul Dooley: Gazooks

## Produzione
Abe Levitow venne inizialmente contattato per dirigere il film con Williams il quale avrebbe ricoperto unicamente il ruolo di supervisore dell'animazione. Ad ogni modo, quando Levitow si ammalò e poi morì, Williams seppur riluttante decise di rimpiazzarlo come regista. Questi si scontrò coi produttori su molteplici aspetti del film, incluso il gran numero di parti cantate e lo sviluppo di alcuni personaggi. Malgrado queste incomprensioni, i produttori gli impedirono di tagliare anche una singola scena. Alla fine Williams venne rimosso dal suo ruolo, ma il film era ormai terminato ed infatti il suo nome rimane nei titoli di coda. Oltre a Richard Williams, che aveva già ricevuto un BAFTA, un Emmy Award ed un Premio Oscar per il suo lavoro di animatore, con lui collaborarono in questo film altri animatori di talento come Hal Ambro e Art Babbitt dell Disney, e l'animatore dei Looney Tunes/Merrie Melodies, Gerry Chiniquy. La musica venne composta da Joe Raposo, direttore musicale di Sesame Street e The Electric Company.
Tissa David divenne una delle prime animatrici che prese parte al progetto per disegnare e animare Raggedy Ann. In un'intervista del 1977, David dichiarò al New York Times di aver disegnato Raggedy Ann come "una specie di Jane col cuore di caramelle."
I disegni del film vennero utilizzati per testare il "videoCel", una nuova tecnica di computer grafica sviluppata dalla Computer Creations Corp.

### Accoglienza
Malgrado il gran numero di talenti ed innovazioni impiegate, Raggedy Ann & Andy: A Musical Adventure ricevette dei giudizi contrastanti. Molti critici trovarono che il film fosse troppo complesso da guardare, lamentandosi della trama troppo lenta e senza un vero punto focale, oltre che per l'eccessiva presenza di musiche. Molti dei personaggi erano inoltre considerati disturbanti per il pubblico  composto perlopiù da bambini, nonostante ciò gli altri elementi  della pellicola  vennero generalmente apprezzati. Il ruolo del Capitano venne criticato per via di un umorismo definibile "adulto" ,  ad esempio quando i suoi baffi si ergono la prima volta che vede Babette, muovendo contemporaneamente il bacino. Raggedy Ann e Andy si spostano di luogo in luogo incontrando sempre nuovi personaggi,  cosa che sembra allontanare dal fulcro della trama . Venne inoltre rilevato che spesso Ann e Andy sono stati confusi e reputati amanti anziché fratello e sorella, in particolare quando Andy canta una canzone d'amore per Ann. Secondo l'Halliwell's Film Guide, "[In questo] cartone accattivante e molto animato compare [...] solo la storia centrale e niente più."